# 猪子兵助
猪子 兵助（いのこ ひょうすけ）は、戦国時代から安土桃山時代にかけての武将。諱は高就（たかなり）で、『寛政重修諸家譜』では一俊（かずとし）とする。

## 略歴
猪子久左衛門の子。猪子一時は兄。
『信長公記』巻首に斎藤道三の家臣・猪子兵介として名が登場する。天文22年（1553年）の4月頃、正徳寺の会見の際、密かに織田信長を観察する道三の側に控えていて、信長をどう見るかと訊ねて「上総介はたわけにて候」と発言するが、道三は否定し、息子達はたわけの門に馬を繋ぐようになるといったという記述である。これは生年的に無理があるとして同じく兵助（兵介）を称した父であるとする説もあるが、父は織田信清に仕えて犬山城で戦死しており、高就を父とする説は成立しない。
信長に降った時期は不明であるが、永禄年間に仕えるようになったと考えられる。
元亀2年（1571年）、信長の近習として、逃亡中の高木貞久の家臣の糾明や、水谷新兵衛の誅殺を命じられた。『甫庵信長記』に、同年8月20日の江北の木本よりの退却で殿軍を務めた柴田勝家の様子を報告した軍使を務めたとある。
天正4年（1574年）に河内天王寺での籠城、天正7年（1579年）には播磨三木表に検使として派遣された。信長側近として権勢があり、信長配下の軍団長格の武将との仲介連絡役として活躍し、吉田兼見（兼和）も度々贈答品を送るなどしている。
天正8年（1580年）12月、福富秀勝と共に高天神城攻め中の徳川家康の陣中見舞いに出向き、同年、豊薩和睦の使者として下向した前関白近衛前久のもとにも出張した。
天正9年（1581年）3月25日、矢部家定と共に山城国勝竜寺城に入り、細川藤孝の丹後国の旧知行を検分するなど、この頃、家定と共同で任務をこなした例が数多く見られる。9月8日、信長より知行を宛行われるが、『甫庵太閤記』によればそれは近江北郡内であったという。
天正10年（1582年）、本能寺の変にて、二条新御所の織田信忠のもとに駆け付け、明智勢と戦って討死した。ただし『宇野主水日記』では、京都で追腹をしたとある。

## 関連作品
- 国盗り物語（1973年、NHK大河ドラマ）演：常田富士男
- 徳川家康（1983年、NHK大河ドラマ） 演：宇南山宏
- 信長のスマホ（2023年、NHK総合） 演：たかし